# Violoncel d'espatlla
El violoncel d'espatlla, també cello da spalla, és un cello de dimensions reduïdes que es toca tot recolzant-lo sobre l'espatlla contrària a la mà que subjecta el màstil.
Es va dissenyar amb l'objectiu de facilitar-ne l'ús a violinistes, que en general tenen poca experiència en instruments de corda com el violoncel o la viola de gamba, que es toquen en posició vertical fixada entre les cames. També cal mencionar la viola d'espatlla, que se sosté sobre l'espatlla i el pit, i és de dimensions més grans que la viola.

## Possibles usos en la música de Bach
Avui dia és complicat saber la instrumentació exacta d'algunes obres del segle divuit, a causa de la varietat terminològica i no reglamentada que s'utilitzava a l'època. Els termes "violoncello da spalla" i "viola da spalla" apareixen majoritàriament en la literatura teòrica, i no són comuns en les indicacions instrumentals dels compositors. Tot i així, és possible que J. S. Bach i altre compositors es referissin a la viola d'espatlla quan indicaven un "violoncello piccolo" a la instrumentació de les seves obres. Aquest terme apareix a moltes de les cantates de Bach, i les parts corresponents presenten una varietat de claus inusual que podria estar relacionada amb el rang tonal relativament ampli de l'instrument.
La versió de cinc cordes del violoncel d'espatlla podria ser el que Bach va imaginar per interpretar la seva Suite per a Cello No. 6 (que presenta dificultats tècniques evidents en cellos de quatre cordes).

## Intèrprets destacats
- Makoto Akatsu
- Dmitry Badiarov
- François Fernandez
- Sigiswald Kuijken
- Sergey Malov
- Ryo Terakado
- Jesenka Balic Zunic